# René Boogmans
René Boogmans né le 21 juin 1900 à Koekelberg, est un coureur cycliste belge. Il court avec son frère Marcel Boogmans.
Il est le beau-frère de Piet van Kempen, époux de sa sœur Fien (Joséphine) Boogmans,,.

## Biographie
Il commence par des américaines et le demi-fond.
En 1927, il part courir les courses de six jours aux États-Unis,,.
En novembre 1928, Franck Kramer, président de la National Cycling Association, suspend les coureurs "dissidents", 26 Américains et 7 Européens,, qui ont pris le départ des Six Jours de Chicago, le 27 octobre, organisé par Willie Spencer,. Ils payent une amende et sont requalifiés en 1929.
Il revient en Belgique en 1934.

## Palmarès
- 1925
  - Grand Prix de la Pentecôte, demi-fond au Parc des Princes[15]

- 1930
  -  Champion des États-Unis de demi-fond[11].